# Claire

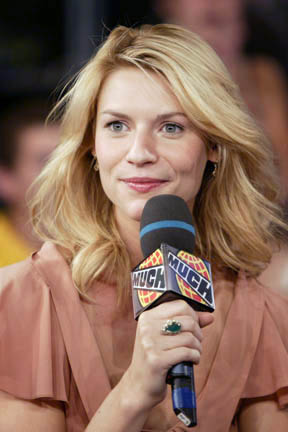
Claire Danes

Claire är en fransk form av det latinska namnet Clara som är bildat av ordet clarus, ett germanskt lånord som betyder klar, ljus. Namnet har funnits i Sverige sedan mitten av 1800-talet.
Den 31 december 2012 fanns det totalt 606 kvinnor folkbokförda i Sverige med namnet Claire, varav 289 bar det som tilltalsnamn.
Namnsdag: saknas

## Personer med namnet Claire
- Claire av Belgien, belgisk prinsessa
- Claire Lacombe, fransk skådespelare och politisk aktivist
- Claire av Luxemburg, luxemburgsk prinsessa
- Claire Bloom, brittisk skådespelare
- Claire Bretécher, fransk serieskapare
- Claire Castillon, fransk författare
- Claire Danes, amerikansk skådespelare
- Claire Denis, fransk filmregissör
- Claire Hedenskog, svensk simmare
- Claire Holt, australisk skådespelare
- Claire Trevor, amerikansk skådespelare
- Claire Wikholm, svensk skådespelare